# Isla Suasi
Suasi es una isla peruana ubicada en el lago Titicaca. Tiene unas 43 hectáreas de extensión. Está localizada en el distrito de Conima, provincia de Moho, departamento de Puno; a un kilómetro de la orilla.